# Janis Masmanidis
Janis Masmanidis (ur. 9 marca 1983 w Leverkusen) – grecki piłkarz. Posiada również obywatelstwo Niemiec. Zwykle trenerzy ustawiają go na boku lub środku pomocy.

## Kariera
Masmanidis pierwsze kroki w juniorskiej piłce stawiał w szkółce Bayeru 04 Leverkusen. W barwach tego klubu również debiutował w rozgrywkach Bundesligi. Nie mogąc się jednak przebić do podstawowej jedenastki, zasilił szeregi wówczas drugoligowego Karlsruhera SC. W KSC występował przez półtora roku. W zimowym oknie transferowym w 2006 roku, gdy zgłosiła się po niego Arminia Bielefeld, nie zastanawiał się długo i szybko podpisał dwuletnią umowę z ekipą z Schüco Arena. W następnym dwóch latach zazwyczaj regularnie grywał dla Die Arminien, choć sezon 2007/08 nie był dla niego zbytnio udany. Masmanidis nie mogąc się przebić do podstawowej jedenastki, zdecydował się na zasilenie na zasadzie wolnego transferu ówczesnego spadkowicza Bundesligi – 1. FC Nürnberg. Następnie grał w: Apollonie Limassol, Anorthosisie Famagusta, Ethnikosie Pireus, SV Wehen i KAS Eupen, a w 2012 roku został zawodnikiem CS Visé.
Masmanidis reprezentował młodzieżową reprezentację U-20 na Mistrzostwach Świata w 2003 oraz na Mistrzostwach Europy U-21 w 2009.